# 桜通 (名古屋市)

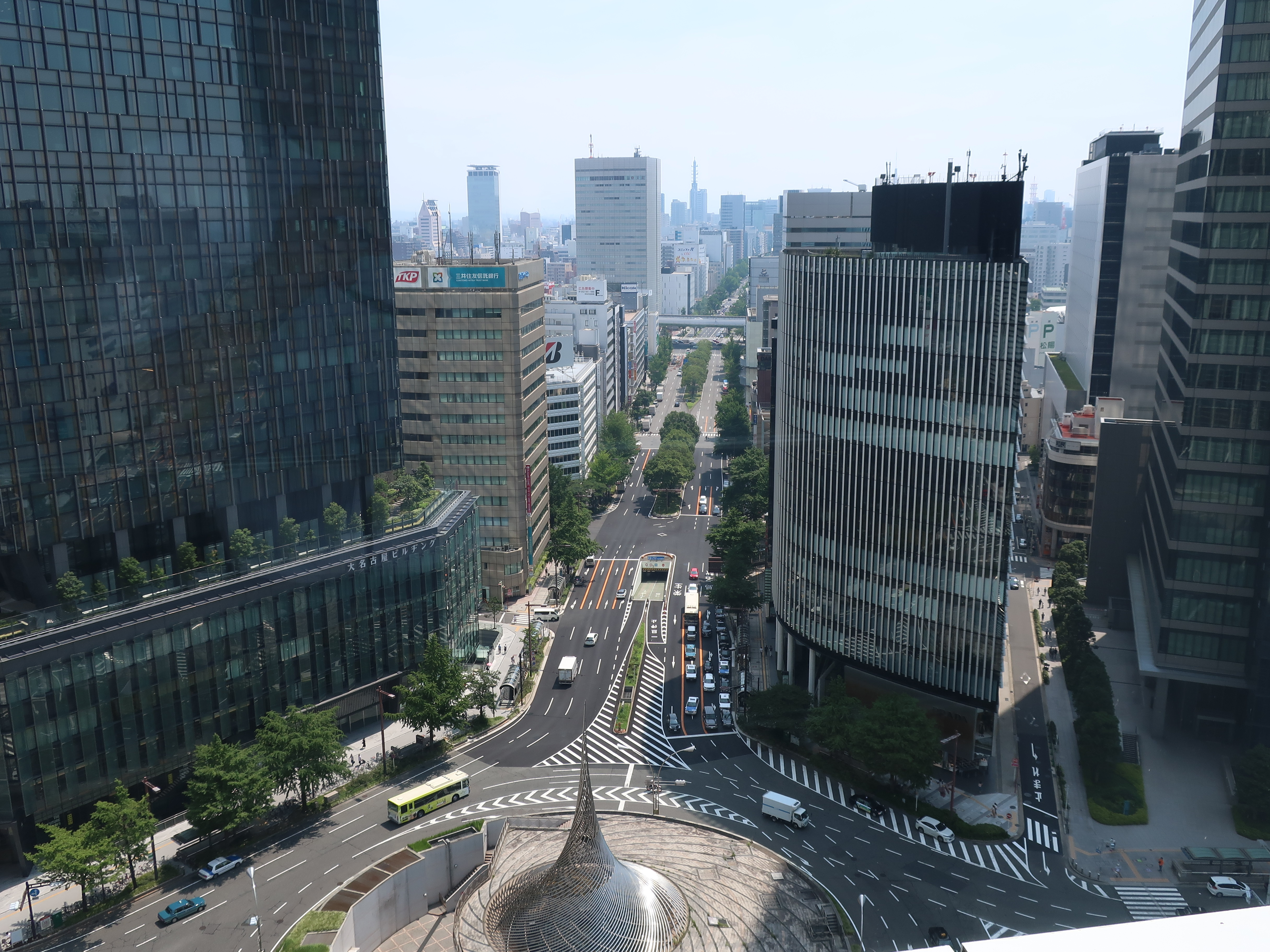
JRセントラルタワーズから見下ろす桜通の西端。画像中央下部にはかつて存在したモニュメント「飛翔」が見える。（2018年（平成30年）7月）

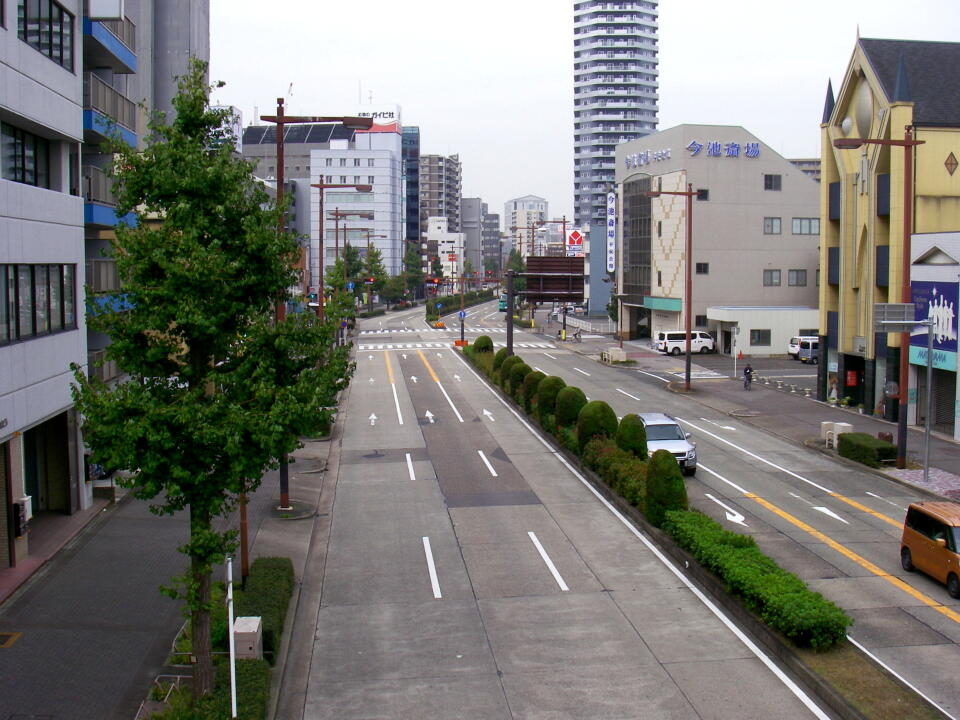
内山町交差点歩道橋上から望む桜通の東端。（2015年（平成27年）10月）

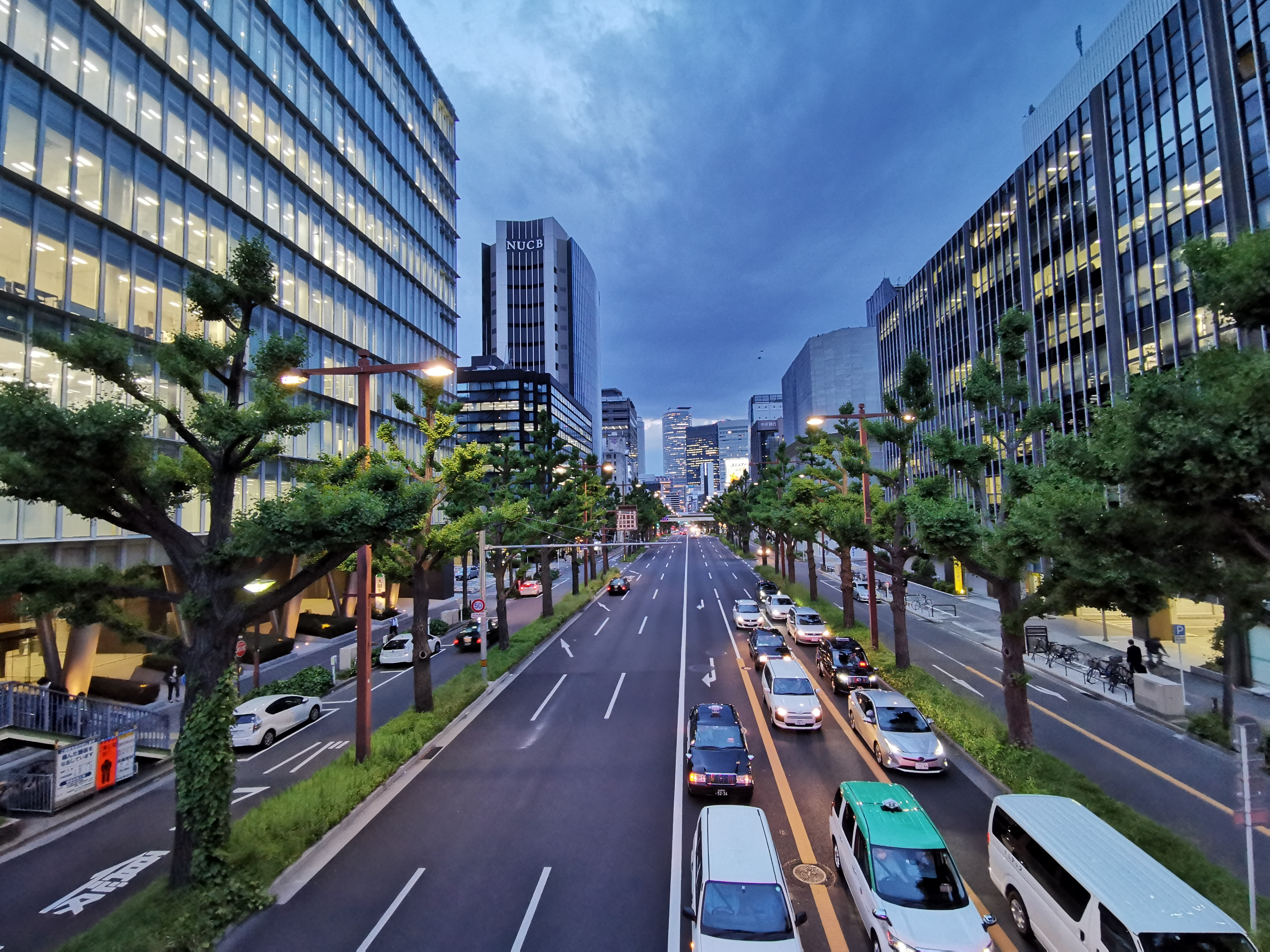
イチョウ並木（2021年（令和3年））

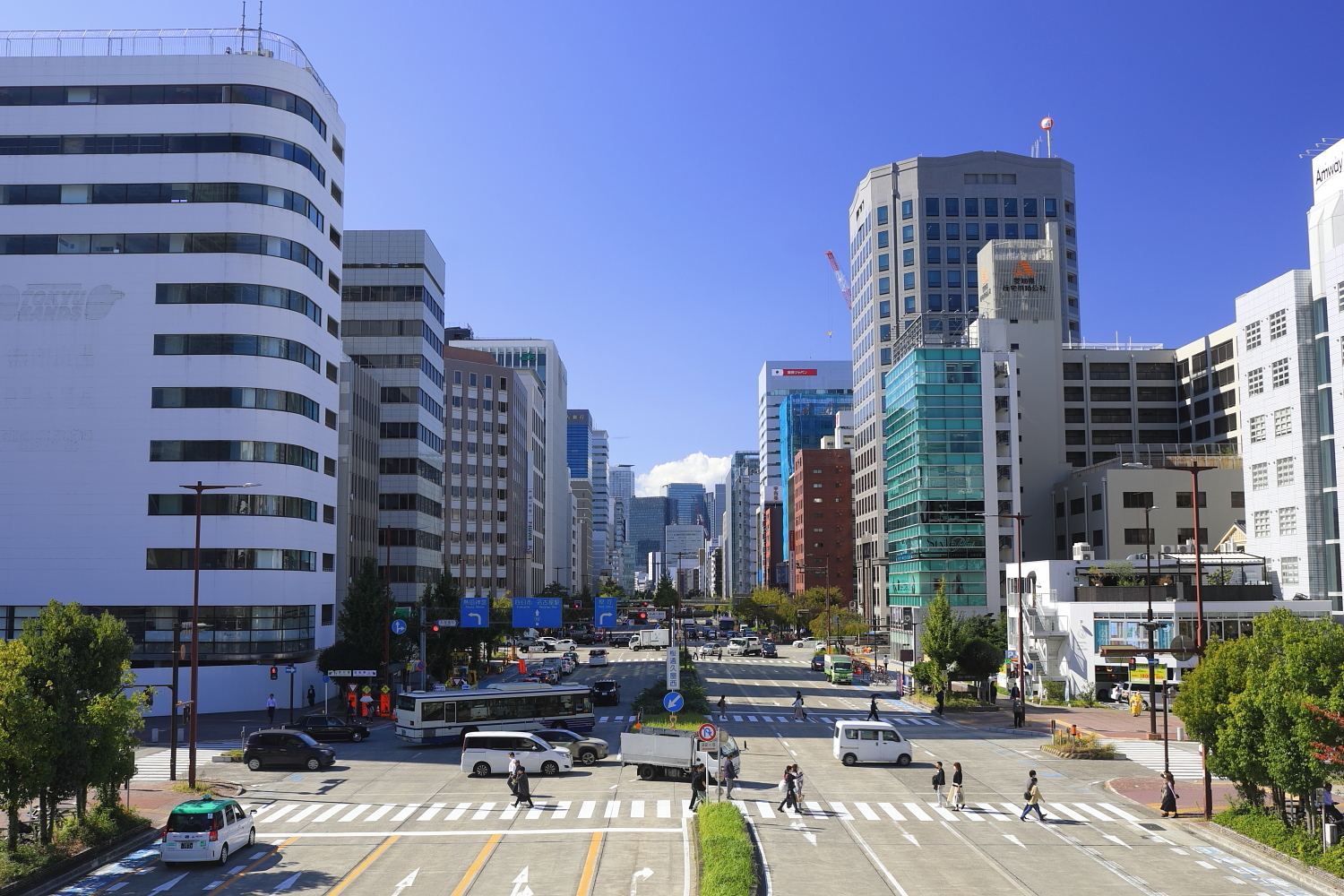
大津通と交差する「桜通大津」交差点

桜通（さくらどおり）は、名古屋市の中心部を東西に横断する幹線道路である。愛知県道68号名古屋津島線・国道19号のそれぞれ一部と、名古屋市道都通布池線の全部から構成される。

## 概要
2014年（平成26年）現在の桜通は、名古屋駅交差点（中村区）を西端、内山町交差点（千種区）を東端としているが、そのうちの名古屋駅交差点から日銀前交差点（中区）までは愛知県道68号名古屋津島線、日銀前交差点から小川交差点（東区）までは国道19号、小川交差点から内山町交差点までは主要地方道名古屋市道都通布池線となっている。
桜通の道路愛称は一般からの公募によって決定したものである。1984年（昭和59年）に名古屋市が市内の道路の愛称を公募した際に、従来から用いられていた通称をそのまま道路の愛称として制定した。もともと現在の道路ができる以前は菅原通と呼ばれる幅の狭い道であり、堀川に架かる桜橋もなかった。決定した桜通の名称の由来は、通り沿いの中区錦にある桜天神社（桜天満宮）からであり、桜天神社にはその旨を記した碑がある。
通り沿いには一部の交差点に街路樹としてサクラが植えられているものの、桜通にはいわゆる桜並木はない。泥江町交差点（中村区） - 日銀前交差点間にあるイチョウ並木は、1995年（平成7年）2月27日付で名古屋市の都市景観重要建築物等指定区間に指定されている。
名古屋駅正面から東への目抜き通りであり、沿線の建築物についてはオフィス利用が多く、商業施設は桜通の南の地域を並行して走る広小路通、錦通の沿線に集中している。また、東端の内山町交差点付近を除く全線の地下に、その名を冠した地下鉄桜通線が走っている。
日銀前交差点から小川交差点（東区）の間には、車道の一部を利用した自転車道が設置されている。
開通80周年記念事業として、中部地方整備局が中心となり日銀前交差点から小川交差点までの国道19号の区間、約2キロに渡って桜並木を整備する方針が発表されている。

## 歴史

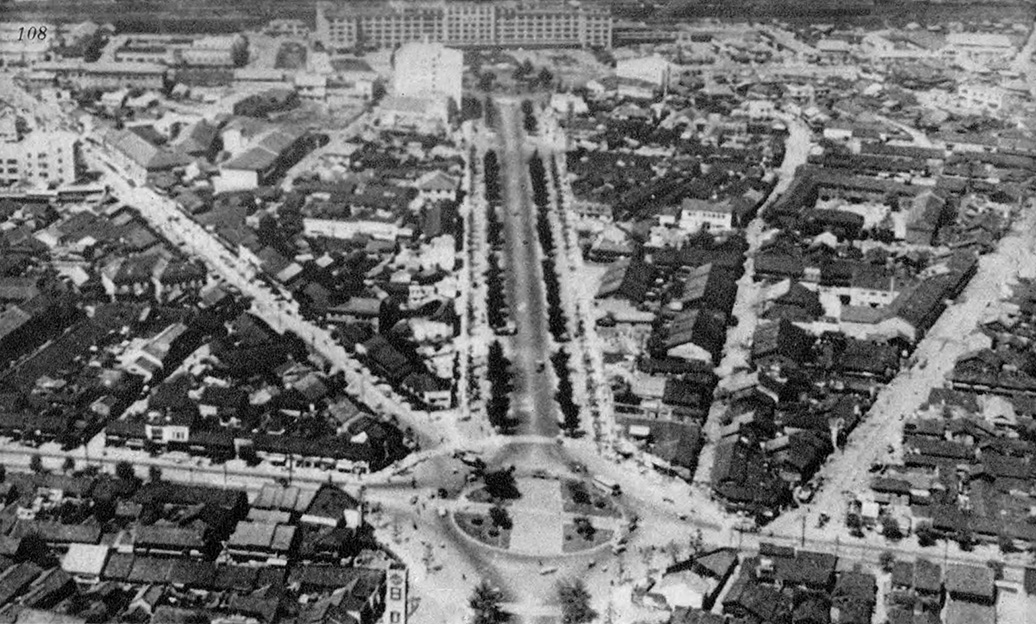
現在の国際センター付近から西を望む。電力や電話などの架空線は埋設されている（1950年代）

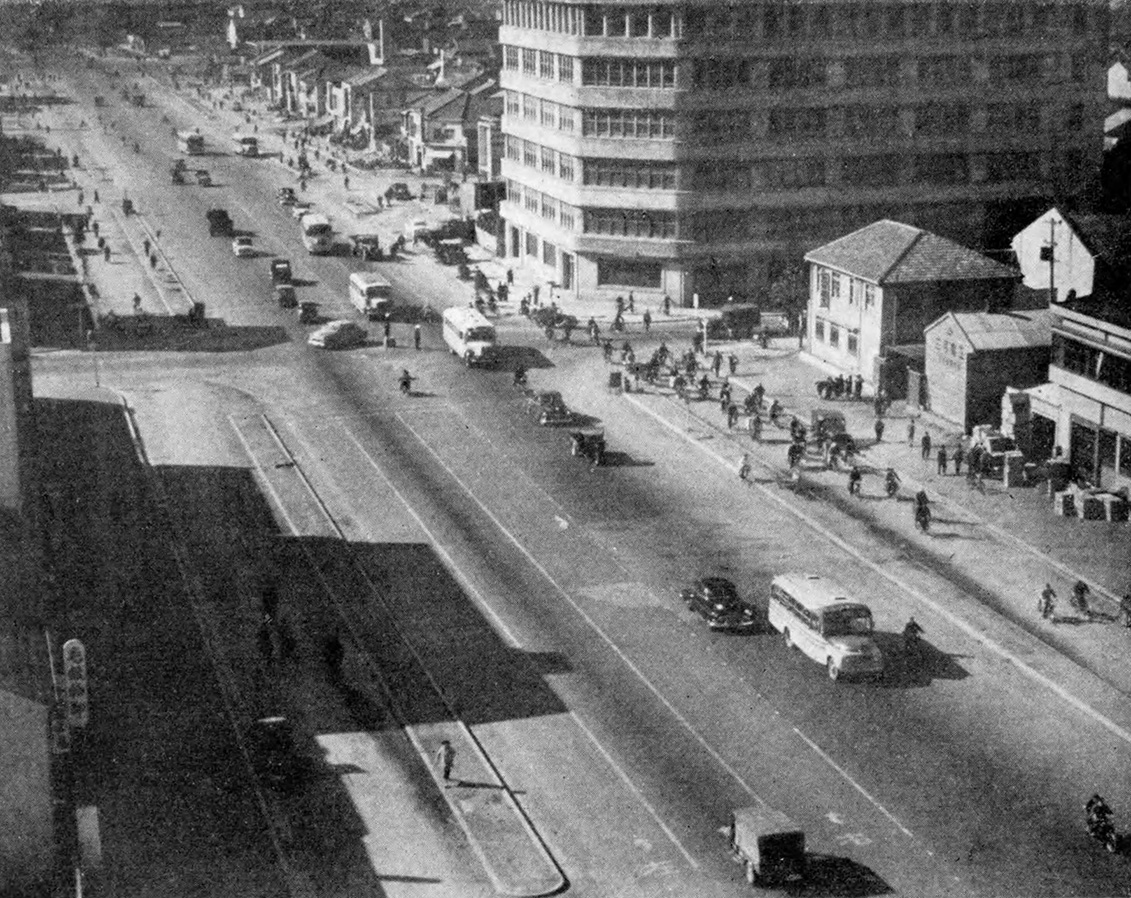
桜通本町付近（1950年代）

1937年（昭和12年）、名古屋汎太平洋平和博覧会の開催と国鉄名古屋駅の移転改築に合わせて、名古屋駅の駅前広場から東に向かって桜町の通りを拡幅する形で、当時としては破天荒の幅員50mで建設され、2月27日に開通した。
名称は公募の中から「桜通り」に決定された。桜通建設時は東桜町（桜通大津交差点付近）までが拡幅されただけであったが、太平洋戦争後の戦災復興の一環として、内山町交差点付近まで拡幅された。建設当初から景観上の理由により電柱の建設が禁止されており、1951年に道路占有基準で明確に規定された。
1937年3月、名古屋市電桜町西線が名古屋駅前から堀内町まで開通。
1943年3月、名古屋市電広井町線全通に伴い、桜通を通っていた桜町西線は廃止された。
1946年6月、戦災復興院の告示によって桜通（広路4号線）が重要幹線街路の一つに指定され、国庫の補助を得ながら舗装整備が進められる。
1958年10月、名古屋駅前交差点のロータリーに青年像（野々村一男の作）が設置され、1959年7月には噴水が設置された。
1970年11月、名古屋駅前から桜通の下を並行して通る地下街「ユニモール」がオープン。
1972年3月、名古屋市電笹島線の廃止に伴い、名古屋駅前停留所が廃止された。
1987年、名古屋市が1989年に迎える市制施行100周年の記念事業として、世界デザイン博覧会の開催とそれに向けた都市景観の基本的目標及び指針「名古屋市都市景観計画」を策定。名古屋駅地区と久屋大通地区が指定され、名古屋駅地区ではJR東海による名古屋駅の大改修と並行して、桜通の標識整理、歩道のタイル舗装、花壇やベンチの設置、名古屋駅前ロータリーへのモニュメントの設置などが進められる。
1989年（平成元年）7月12日、名古屋駅前交差点のロータリーにモニュメント「飛翔」が設置された。
1989年9月10日、名古屋市営地下鉄桜通線の中村区役所駅（2023年に太閤通駅へ改称） - 今池駅間が開業。桜通の地下（一部はユニモール地下街と重複）を走行するようになっている。

## 通過する自治体
- 名古屋市（中村区 - 中区 - 東区 - 千種区）

## 交差する道路
西側から東側に順に記述する。

### 中村区
- 愛知県道68号名古屋津島線・名古屋市道広井町線（名駅通）（名古屋駅交差点）
- 名古屋市道江川線（泥江町交差点）
- 名古屋高速都心環状線（泥江町交差点上）

### 中区
- 伏見通（国道19号・国道22号、日銀前交差点）
- 名古屋市道本町線（本町通）（桜通本町交差点）
- 大津通（桜通大津交差点）
- 久屋大通（桜通久屋交差点）

### 東区
- 空港線（国道41号・名古屋市道堀田高岳線、高岳交差点）
- 名古屋高速都心環状線（高岳交差点上）
- 国道153号（葵町線）（小川交差点）
- 国道19号（小川交差点）：日銀前交差点から小川交差点までは、桜通が国道19号となっている。
- 名古屋市道赤萩町線（赤萩交差点）

### 千種区
- 名古屋市道名古屋環状線（内山町交差点）

## 沿線の主な施設
西側から東側に順に記述する。

### 中村区
- JRセントラルタワーズ
- JRゲートタワー
- 飛翔（名古屋駅交差点内に設置されていたオブジェ。2021年より解体開始）
- 大名古屋ビルヂング
- ミッドランドスクエア
- 名古屋国際センター
- 桜橋（堀川、中村区 - 中区境）

### 中区
- 日本銀行名古屋支店
- セントラルパーク
  - テレビ塔
  - セントラルパークは桜通により南北に分断されており、横断歩道橋セントラルブリッジにより結ばれている。

### 東区
- カトリック布池教会（名古屋カテドラル聖ペトロ・聖パウロ大聖堂）
- 愛知大学車道キャンパス

## 沿線の交通

### 地下鉄
- 名古屋市営地下鉄桜通線：下記の各駅はこの道路の地下に所在している。
  - 名古屋駅（名古屋市営地下鉄東山線、JR東海道新幹線・東海道本線・中央本線・関西本線、名鉄名古屋本線・近鉄名古屋線・名古屋臨海高速鉄道あおなみ線（西名古屋港線）） - 国際センター駅 - 丸の内駅（名古屋市営地下鉄鶴舞線） - 久屋大通駅（名古屋市営地下鉄名城線） - 高岳駅 - 車道駅
  - カッコ内に路線名が付記された駅は、当該路線の駅でもあることを指す。

### バス
- 基幹バス2号系統新出来町線（名古屋駅交差点 - 桜通大津交差点）
- 名古屋市営バス栄15号系統（高岳交差点 - 赤萩交差点）

## ギャラリー

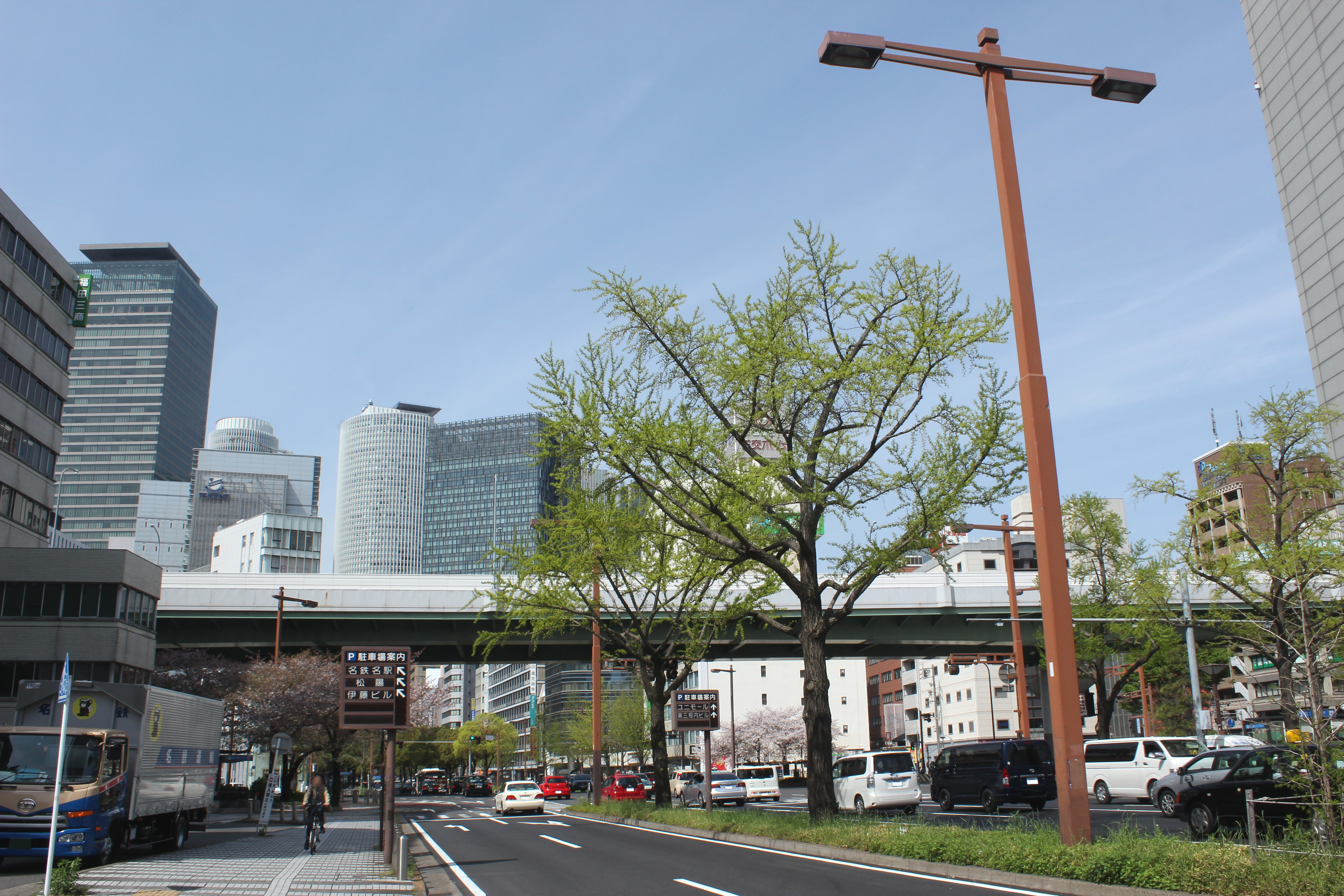
名古屋高速都心環状線と名駅の超高層ビル群を望む（西方向）。 （中村区名駅、2016年（平成28年）4月）
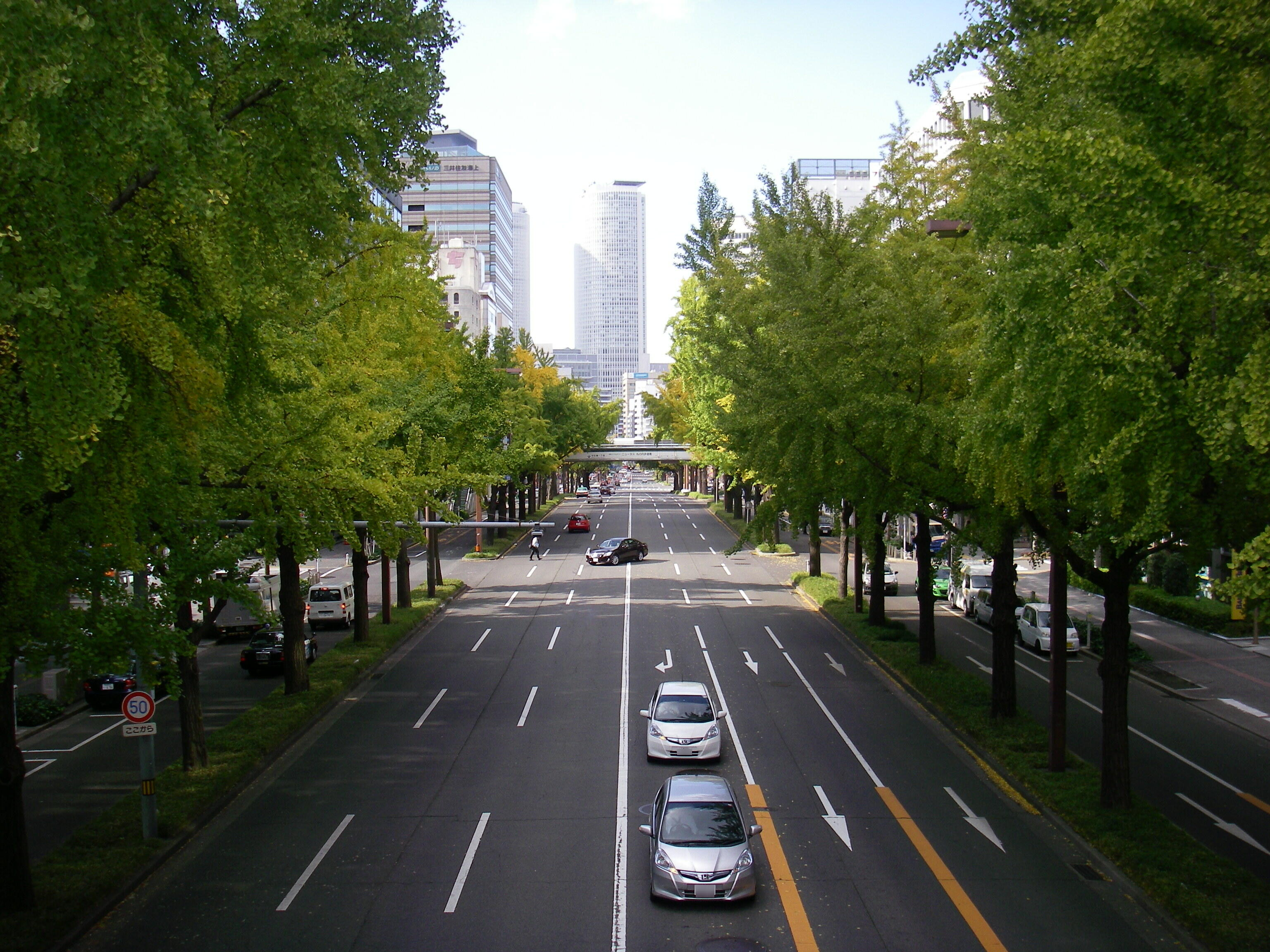
日銀前交差点歩道橋上から桜通のイチョウ並木を望む（西方向）。 （中区丸の内、2012年（平成24年）11月）
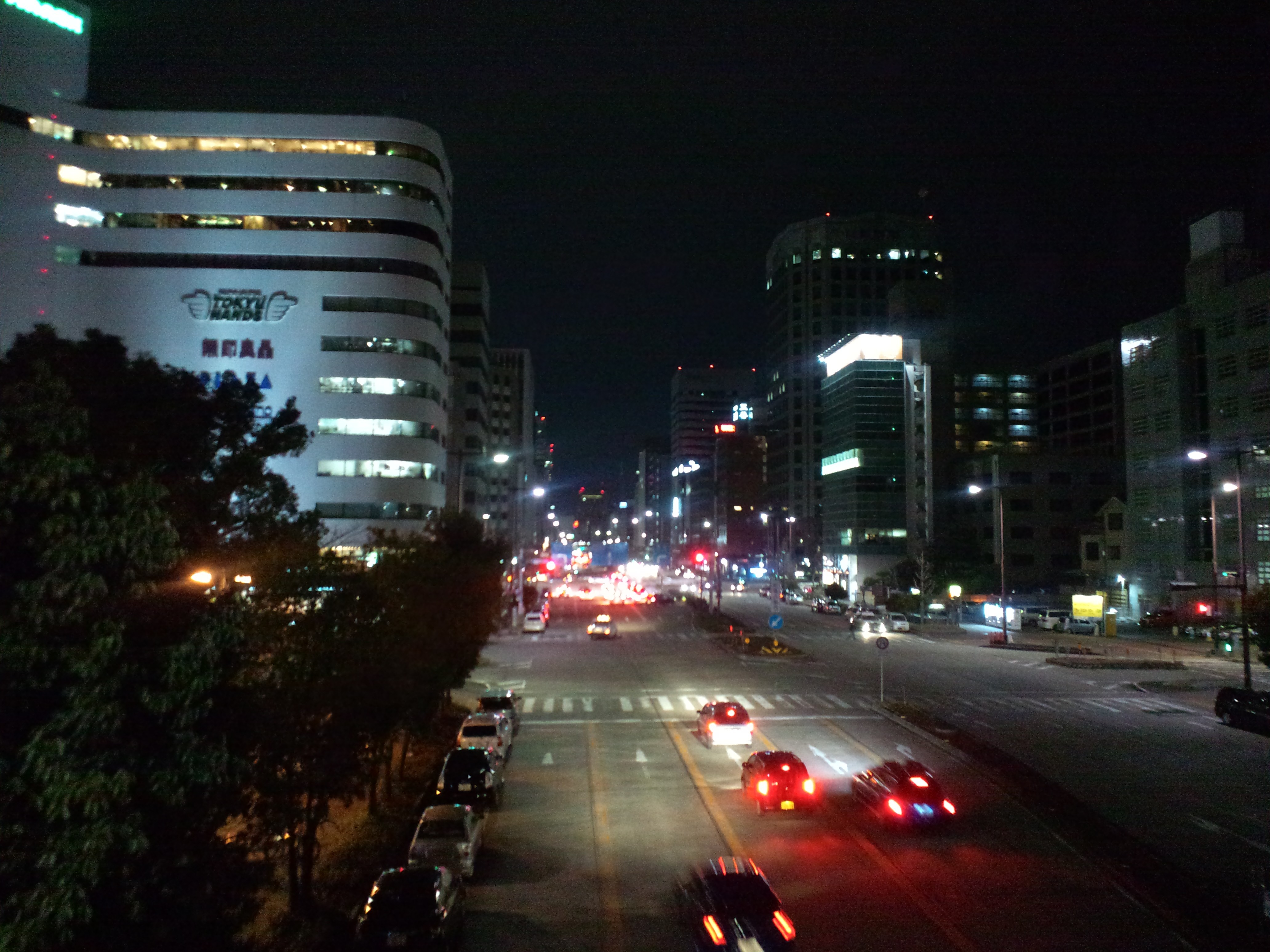
セントラルブリッジから夜の桜通を望む（東方向）。 （中区丸の内、2014年（平成26年）3月）
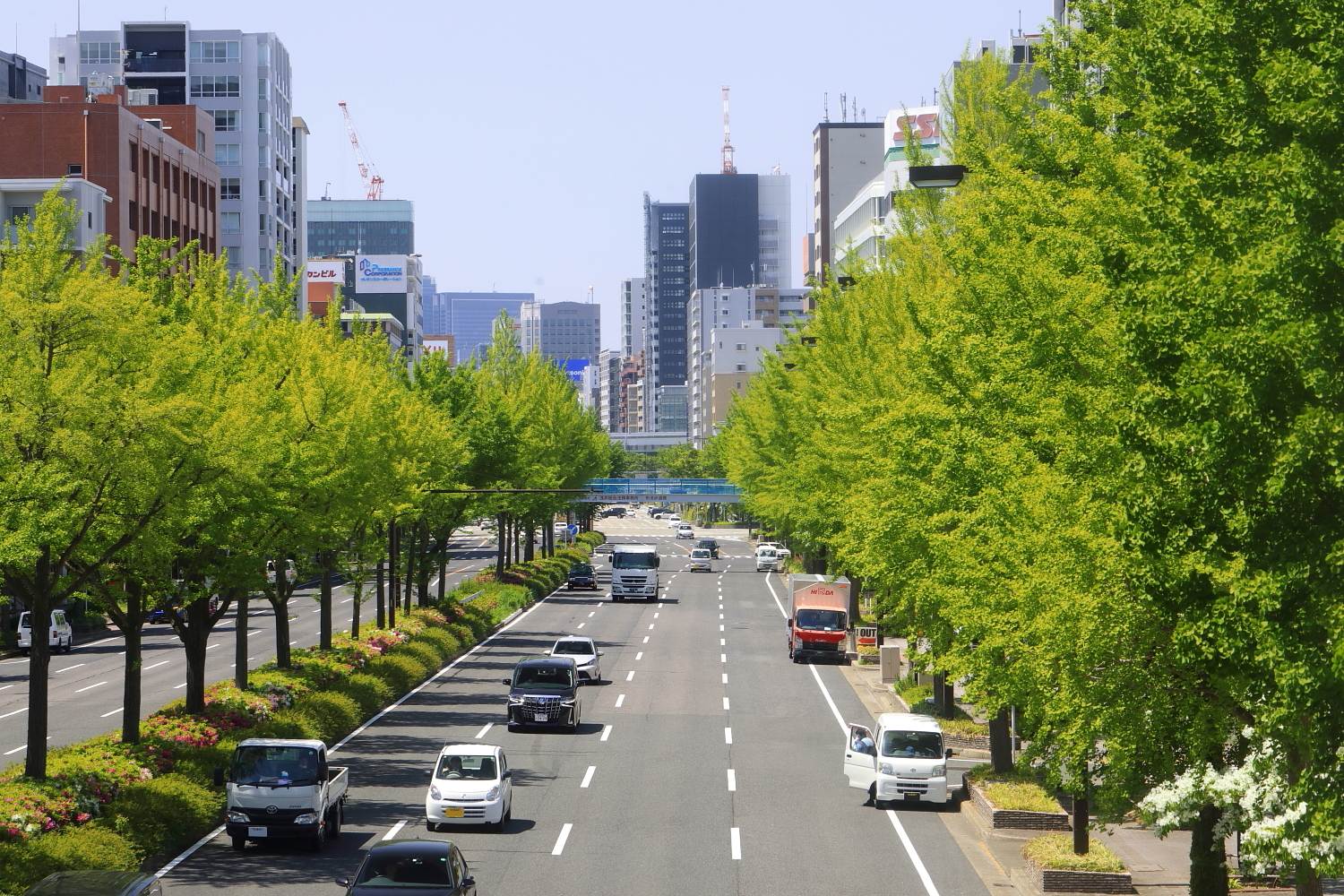
桜通歩道橋上から桜通を望む（西方向）。 （東区代官町、2021年（令和3年）4月）
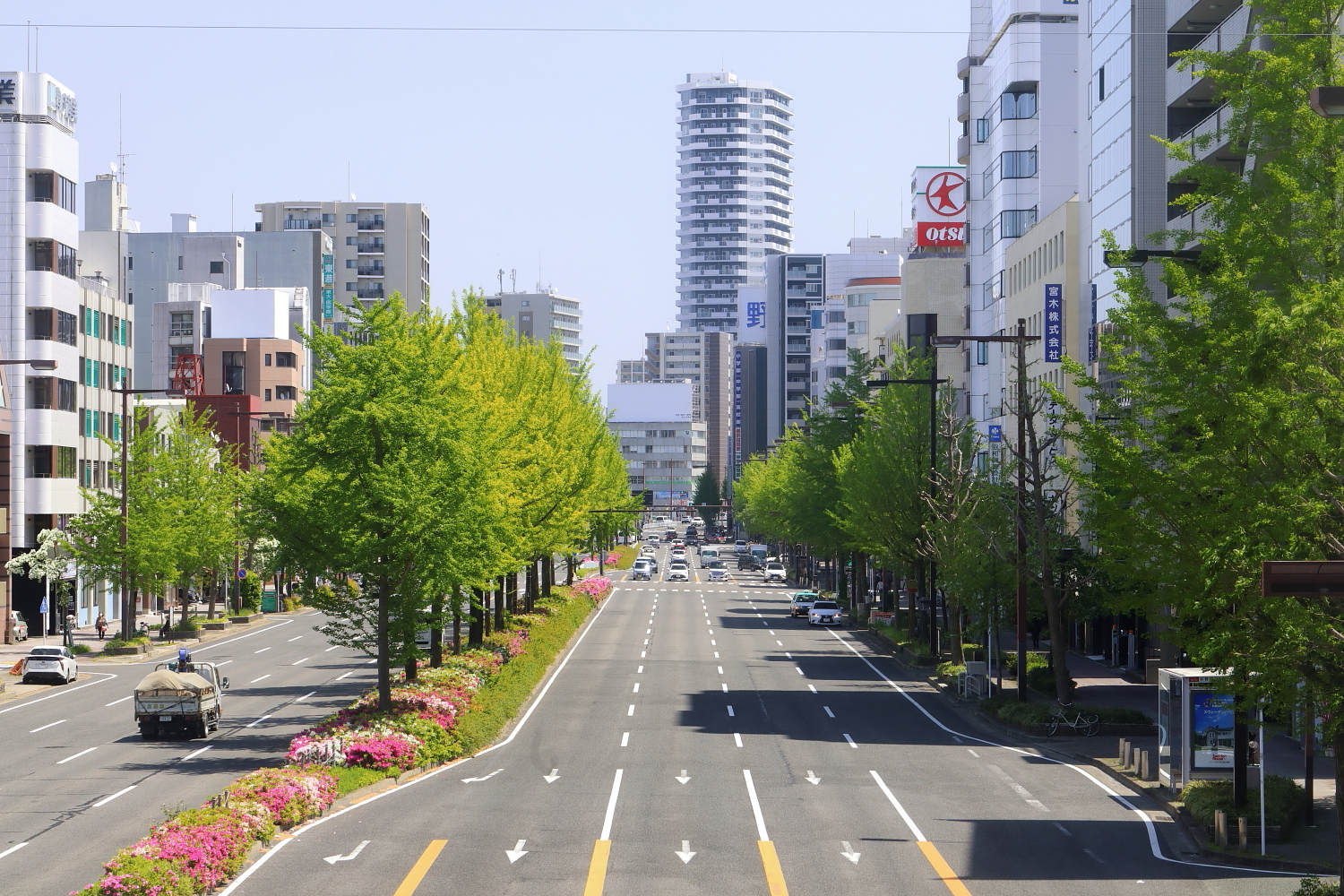
桜通歩道橋上から桜通を望む（東方向）。 （東区葵、2021年（令和3年）4月）